# Mírové náměstí (Dobříš)
Mírové náměstí je hlavní náměstí v Dobříši ve Středočeském kraji. Tvar náměstí je již po staletí téměř stejný. Náměstím procházel potok z rybníka Bzdinka a také zlatá stezka. Potok byl koncem 19. století zatrubněn a tehdy dostalo náměstí svou dnešní podobu s alejí uprostřed.

## Historie
V 17. století se městečko, původně umístěné okolo hradu Vargač, začalo rozrůstat a přesouvat na západ. V roce 1661 byla postavena radnice a v jejím okolí vznikl rynek obklopený domky.
Roku 1661 byla postavena dřevěná radnice, na jejímž místě stojí i současná „stará radnice“ z roku 1821. V blízkosti radnice se nacházel rybníček, na jehož místě bylo uvažováno v roce 1795 se stavbou kostela. Ze záměru sešlo, protože by se, jak praví tradice, neměly husy a kachny kde koupat. Ve skutečnosti byl rybníček zachován nejspíše z důvodu funkce požární nádrže.
V roce 1936 byla vydlážděna vozovka náměstí.
První název dostalo náměstí v roce 1903 - Riegrovo, podle čestného občana, politika Františka Riegera. V letech 1955-65 bylo nazváno Stalinovo náměstí a od roku 1965 má své současné jméno.

## Pamětihodnosti
Na západní straně k náměstí přiléhá parčík se sochou Jana Husa. V tomto místě původně stála i socha sv. Šebestiána, která dnes stojí uprostřed aleje v centru náměstí. Na východní straně náměstí je budova radnice.